# 二硫化二锡三镍
二硫化二锡三镍是一种无机化合物，化学式为Ni3Sn2S2，其中镍为0价，锡为+2价，它具有硫铅镍矿结构。它的单晶可以通过二硫化三镍和锡的共熔体缓慢冷却得到。它也可由氯化镍和硫化亚锡在乙二胺存在下于乙二醇中在197 °C反应得到。